# Мови частковоетнічні
Частковоетнічні мови — це повногенераційні мови, тобто ними послуговуються не лише люди похилого віку, а й молодь. Однак не всі представники певного етносу володіють своєю етнічною мовою. Наприклад, із 700 тис. валлійців (Англія) у 1981 р. валлійську (уельську) мову знає тільки 550 тисяч. Серед слов'янських мов до частковоетнічних належать верхньолужицька й нижньолужицька (остання близька до частковогенераційних, оскільки частина молодих людей розмовляє німецькою). Частковоетнічними є й українська та білоруська мови, адже 12 чверть білорусів (їх понад 8 млн.) російськомовні. О. Ткаченко зазначає, що частковоетнічна мова «в разі занепаду може бути ступенем до поступового вимирання, а в разі соціального піднесення, навпаки, ступенем до набуття рангу повноетнічної мови».